# تاريخ المثليين في العراق
شُرِعَت قوانين صارمة للغاية ضد النشاط الجنسي المثلي بعد الاحتلال البريطاني للعراق. سمحت هذه القوانين بالتمييز والمضايقة والقتل لأعضاء مجتمع المثليين العراقي. ظلت هذه القوانين قائمة بعد تحقيق استقلال العراق من المملكة المتحدة. تحدث بعض القادة العراقيين في السنوات الأخيرة عن تقليص القوانين التي تعاقب على النشاط الجنسي المثلي داخل البلاد. ولكن لا يزال التمييز والمضايقات وقتل أفراد مجتمع المثليين مستمرا في العراق.

## بلاد الرافدين القديمة
رأى بعض الباحثين أن العلاقة في ملحمة جلجامش التي تألفت في مملكة سومر في بلاد الرافدين بين البطل الرئيسي جلجامش وصديقه شخصية إنكيدو علاقة مثلية في طبيعتها.

## الإسلام والقرون الوسطى
أصبح الإسلام دينًا رئيسيًا في المنطقة بعد الفتح العربي الأول للمنطقة في القرن السابع. ولكن استمر وجود المثليين في المنطقة حتى الوقت الحاضر
على الرغم من حظر العقيدة الإسلامية للنشاط الجنسي المثلي.
ٱعترف قانونيا ببيوت دعارة الذكور (بالفارسية: أمراد خان) وقامت بدفع الضرائب عندما حكمت الدولة الصفوية بلاد الرافدين من 1508 إلى 1533.

## فترة الحكم العثمانية والبريطانية
ألغت الدولة العثمانية التي حكمت منطقة العراق الحديثة كجزء من إيالة العراق العثماني القوانين التي تجرم النشاط الجنسي المثلي في عام 1858. فرض سيطرة البريطانيين على الولايات الثلاثة للإيالة في فترة الانتداب البريطاني على العراق تشريع قوانين تجرم النشاط الجنسي المثلي والتي ستظل قائمة بعد الاستقلال وقيام المملكة العراقية في عام 1932.

## عهد العراق البعثية
بقيت القوانين التي تجرم النشاط الجنسي المثلي من الحقبة البريطانية موجودة في العراق بعد عام 1932. سن البعثيون بعد صعودهم للسلطة «قانون العقوبات 1969» والذي حظر فقط النشاط الجنسي الذي يتضمن الزنى أو زنا المحارم أو النشاط الجنسي في الأماكن العامة أو الدعارة أو الخداع أو الإجبار أو الأشخاص الذين تقل أعمارهم عن ثمانية عشر عام. لم يكن النشاط الجنسي المثلي في حد ذاته جريمة جنائية.
كان لقوات الأمن العراقية فسحة كبيرة منذ سن قانون العقوبات لعام 1969-2001 لمضايقة أو سجن أو حتى إعدام أي شخص يعتبر أنه يمثل تهديدًا للأمن القومي أو الآداب العامة بموجبه. يمكن أن يتعرض الأفراد من مجتمع المثليين للمضايقة أو السجن أو الابتزاز ليصبحوا جواسيس للنظام. لم يُسمح لأي منظمة لحقوق المثليين بالوجود في العراق وبدأت تظهر القوانين المصممة خصيصًا للتمييز ضد مجتمع المثليين في الثمانينيات.
ٱدخل التعليم الديني الإلزامي في المدارس العراقية في صيف 1993. تم إغلاق النوادي الليلية المتهمة بإيواء البغايا وعُدِل الدستور ليشمل عقوبة الإعدام بسبب المثلية الجنسية.
عُدِل «قانون الأحوال الشخصية العراقي» في الثمانينيات للسماح للزوجة على وجه التحديد بتطليق زوجها في الحالات التي يكون فيها الزوج مذنبا بعلاقة مثلية. كما جعلت التعديلات ممارسة «جرائم الشرف» قانونية في قانون الأسرة، مما يعني أن الأفراد مجتمع المثليين يمكن أن يقتلوا على يد أحد أفراد الأسرة لجلبهم «العار» أو «الخزي» إلى الأسرة.
اعتقد الرئيس العراقي صدام حسين عندما وصل وباء الإيدز وفيروس نقص المناعة البشرية إلى العراق في عام 1986 أن المرض يمكن أن ينتشر عن طريق الاتصال غير المباشر وأمر بنقل جميع العراقيين المصابين بالمرض إلى سجن خاص. كان الجهل المنتشر بالمرض يعني أن جميع العراقيين المصابين بالهيموفيليا إلى جانب المثليين جنسياً غالباً ما يُشتبه في إصابتهم بالمرض.
شعر صدام حسين بعد الحرب ضد إيران بالحاجة إلى زيادة دعمه بين العراقيين ذوي القيم الاجتماعية الإسلامية التقليدية، وكانت إحدى الطرق لتحقيق ذلك المعارضة القوية والعلنية لمجتمع المثليين.
استشهد الوفد العراقي في الأمم المتحدة بالدين الإسلامي في ذلك الوقت كمبرر لمعارضة الجهود المبذولة لجعل الهيئة الدولية تدعم حقوق المثليين. كان هذا جزءًا من حملة أكبر لإعادة تشكيل صورة صدام حسين من صورة العلماني إلى صورة بطل الأخلاق الإسلامية التقليدية.
أنشأ صدام حسين في عام 1995 وحدة عسكرية جديدة تسمى «فدائيو صدام» لمعاقبة العراقيين الذين اعتُبر سلوكهم أو أسلوب حياتهم مخالفًا للأعراف الإسلامية التقليدية. عملت هذه المجموعة على غرار هيئة الأمر بالمعروف والنهي عن المنكر مسلحين (الشرطة الدينية)، وكثيرا ما قامت بتعذيب وإعدام علني للأشخاص من مجتمع المثليين وللنساء اللاتي مارسن الجنس خارج إطار الزواج.
بدأت إشاعة في عام 1999 مفادها أن الحكومة العراقية حظرت المسلسل التلفزيوني ساوث بارك والفيلم الروائي الطويل التابع لها بعنوان لأنه صور صدام حسين متورطًا في علاقة مثلية مع الشيطان. في حين أن الفيلم لم يكن ليوافق عليه مجلس الرقابة العراقي، لم يحاول صانعو الأفلام الغربيون عرض أفلامهم في العراق بسبب العقوبات الاقتصادية.
صدر القرار رقم 234 لعام 2001 في عام 2001 والذي نص على عقوبة الإعدام على الزنى والتورط في الدعارة وأي شخص «يرتكب جريمة ممارسة النشاط الجنسي مع ذكر أو أنثى أو ينتهك شرف ذكر أو أنثى بدون موافقته أو موافقتها وتحت التهديد بالسلاح أو بالقوة بطريقة تهدد حياة الضحية (ذكرا كان أو أنثى)».

## احتلال العراق في عام 2003
عندما تولى الرئيس التنفيذي لسلطة التحالف المؤقتة بول بريمر السيطرة على العراق في عام 2003 أصدر سلسلة من المراسيم التي أعادت القانون الجنائي العراقي إلى نسخته الأصلية لعام 1969 وألغى عقوبة الإعدام (التي أعادتها الحكومة العراقية المشكلة حديثًا في عام 2005) و أزالت معظم القيود المفروضة على حرية التعبير والتجمع.
أصدرت «شبكة أخبار الإنساني الجديد (إيرين)» (بالإنجليزية: The New Humanitarian)‏ في 5 شباط فبراير 2005 تقريرًا بعنوان «العراق: المثلية الجنسية بين الذكور ما زالت من المحرمات». ذكر المقال من بين أمور أخرى أن «جرائم الشرف» التي يرتكبها العراقيون ضد أحد أفراد الأسرة المثليين شائعة وتحظى ببعض الحماية القانونية. كما ذكر المقال أن تعديل عام 2001 للقانون الجنائي الذي ينص على عقوبة الإعدام للمثلية الجنسية «لم يتغير»، على الرغم من أمر الرئيس التنفيذي بول بريمر بعودة القانون الجنائي إلى صيغته الأصلية لعام 1969.
أفادت تقارير منذ عام 2005 بأن منظمة بدر التابعة للمجلس الأعلى الإسلامي العراقي قد شارك في حملات فرق الموت ضد المواطنين العراقيين من مجتمع المثليين، وأن المرجع الديني الشيعي علي السيستاني يدعمهم في هذه السياسات. وٱبلغ عن عديد الهجمات الوحشية الجديدة مع 90 ضحية في الأشهر الأولى من عام 2012.
يبدو أن هذه التقارير نابعة من فتوى أصدرها المرجع الديني الشيعي العراقي علي السيستاني تفيد بأن العلاقات المثلية بين الذكور وبين الإناث «ممنوعان» وأنه يجب «معاقبتها، بل وقتل من يمارسها. يجب قتل المتورطين فيها بأسوأ وأقسى طرق القتل».
تضمنت المسودات المبكرة للدستور العراقي في 2005 باللغة الإنجليزية حكماً يؤكد أن أياً من الحقوق أو الحريات التي يحميها الدستور لن تنطبق على «المنحرفين». أدت التنقيحات اللاحقة للدستور العراقي إلى إزالة هذا البند. تؤكد العديد من البنود في الوثيقة المنقحة أن الإسلام سيكون أساس القانون وأن الحريات المدنية المختلفة يجب أن تكون مقيدة ب«الآداب العامة».

## عقد 2010
أدانت جماعات حقوق الإنسان خارج العراق ما يسمى جرائم قتل الإيمو في العراق والتي قتل فيها ما يصل إلى 70 مراهقًا متهمين بالمثلية الجنسية على أساس ملابسهم على يد فرق الموت والجماعات المسلحة الشيعية.